# 川西翠雀花
川西翠雀花（学名：Delphinium tongolense）是毛茛科翠雀属的植物，是中国的特有植物。分布于中国大陆的四川、云南等地，生长于海拔2,900米至3,900米的地区，多生长于山地林边草坡和丛林中，目前尚未由人工引种栽培。